# 村永奈央
村永 奈央（むらなが なお、1993年12月26日 - ）は、日本の元女子バレーボール選手である。

## 来歴
兵庫県明石市出身。サッカーをしていた実兄をみて「自分もなにかスポーツをしたい」として小学1年次からバレーボールを始めた。兵庫県立明石清水高等学校在学中は、全国高等学校総合体育大会バレーボール競技大会県予選ベスト4、国体兵庫選抜に選出されるなど注目を集めた。
神戸親和女子大学ジュニアスポーツ教育学科進学後は、関西大学バレーボールリーグなどで活躍。ユニバーシアード代表候補に選出され、2014年7月の東アジア地区バレーボール選手権大会では優勝に貢献した。全日本女子若手メンバーで臨んだアジアカップ及びアジア競技大会でもメンバーに選出され活躍した。同年の長崎がんばらんば国体では、エースとして兵庫県代表（神戸親和女子大学単独チーム）を4位入賞へと導いた。
2015年7月に光州市で行われた第28回ユニバーシアードに出場し、銅メダル獲得に貢献した。同年11月11日、Vプレミアリーグのトヨタ車体クインシーズは村永の入団内定を発表した。同年12月5日のNEC戦に内定選手として途中出場し、アタック1得点をあげてプレミアデビューを果たした。
二大会連続出場となるユニバーシアード（2017/台北）にも出場し、11大会ぶりの銀メダルを獲得した。
本来のポジションであるアウトサイドヒッターとしてプレーを続けていたが、軟骨移植の手術を2回したことによりアタッカーとしてのプレーが困難となり、2020-21シーズンの最後はリベロでプレーした。
2021年5月25日、トヨタ車体クインシーズ公式サイトにて現役引退と退団が発表された。引退後、同チームのケアアドバイザーに就任した。
監督の印東玄弥はディフェンス面の戦力として評価しているため引退を慰留していて、翌2021-22シーズン、チームが開幕から連敗続きで、リベロ・安井由香子の離脱で戦力が不安定になっていたこともあり、現役復帰を決断。2022年1月22日にリベロとして現役復帰を果たした。2021-22シーズン終了をもって現役引退し社業専念となった。

## 球歴
- 2014年 - 東アジア地区バレーボール選手権大会（優勝）
- 2014年 - 第4回アジアカップ（5位）
- 2014年 - 第17回アジア競技大会（4位）
- 2014年 - 第69回国民体育大会（4位）
- 2015年 - ユニバーシアード （銅メダル）
- 2017年 - ユニバーシアード（銀メダル）

## 所属チーム
- 江井島ブラックス
- 明石市立江井島中学校
- 兵庫県立明石清水高等学校
- 神戸親和女子大学
- トヨタ車体クインシーズ #6→#11（2016-2021年、2022年）

## 個人成績
Vプレミアリーグレギュラーラウンドにおける個人成績は下記の通り。
| シーズン | 所属       | 出場 | 出場   | アタック | アタック | アタック | アタック | ブロック | ブロック | サーブ | サーブ | サーブ | サーブ | レセプション | レセプション | 総得点 | 備考     |
| -------- | ---------- | ---- | ------ | -------- | -------- | -------- | -------- | -------- | -------- | ------ | ------ | ------ | ------ | ------------ | ------------ | ------ | -------- |
| シーズン | 所属       | 試合 | セット | 打数     | 得点     | 決定率   | 効果率   | 決定     | /set     | 打数   | エース | 得点率 | 効果率 | 受数         | 成功率       | 総得点 | 備考     |
| 2015/16  | トヨタ車体 | 8    | 15     | 59       | 17       | 28.8%    | %        | 5        | 0.33     | 42     | 2      | 4.76%  | 13.8%  | 79           | 46.8%        | 24     | 内定選手 |
| 2016/17  | トヨタ車体 | 21   | 45     | 240      | 75       | 31.3%    | %        | 3        | 0.07     | 95     | 2      | %      | 6.1%   | 227          | 49.8%        | 80     |          |
| 2017/18  | トヨタ車体 | 21   | 38     | 204      | 52       | 25.5%    | %        | 11       | 0.29     | 98     | 2      | %      | 6.6%   | 282          | 46.7%        | 65     |          |
| 2018/19  | トヨタ車体 |      |        |          |          | %        | %        |          |          |        |        | %      | %      |              | %            |        |          |